# 吉川站 (高知縣)

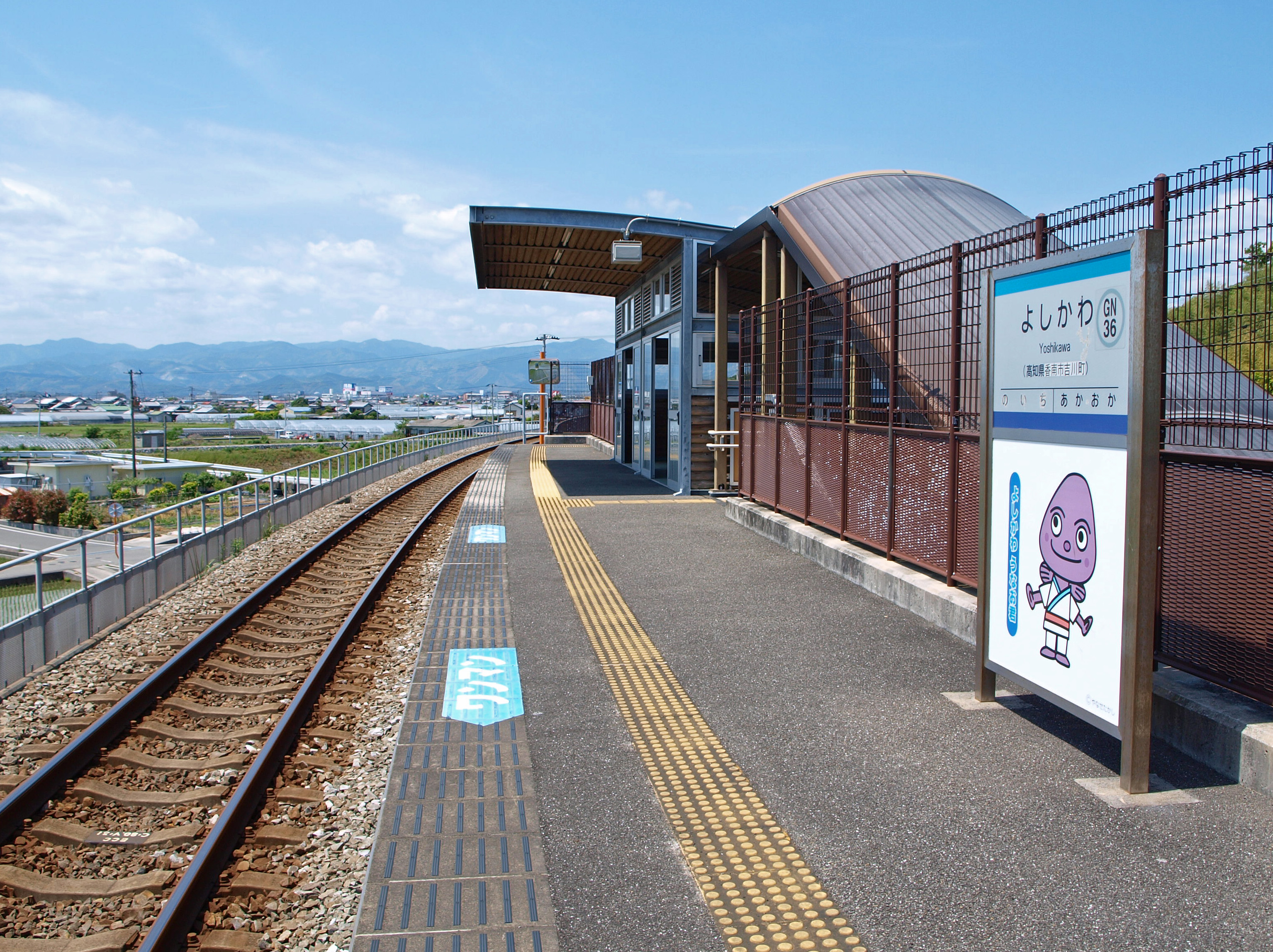
月台

吉川站（日语：／ Yoshikawa eki */?）是位於高知縣香南市吉川町古川字九六山，土佐黑潮鐵道的後免·奈半利線車站。車站編號為GN36。
在車站啟用當初，部分快速列車停靠此站，現時所有快速列車通過此站，只有普通列車停靠此站。

## 車站構造
採用簡易車站模式，不設有站房，月台與地面依靠以金屬架所搭成的樓梯連接

### 月台
設有1面1線的單式月台。月台位於路軌北邊（安藝方向列車會開啟左邊車門）。地面至月台之間的樓梯設有上蓋。
| 路線           | 上下行 | 方向                            |
| -------------- | ------ | ------------------------------- |
| ■後免·奈半利線 | 上行   | 赤岡、安藝、奈半利方向          |
| ■後免·奈半利線 | 下行   | 後免、經■JR土讚線直通至高知方向 |

### 吉祥物
此站有一隻名為「吉川 鰻雄君」的吉祥物。形象取自舊・吉川村中養殖的鰻魚。
吉祥物設置於樓梯口附近位置。

## 歷史
- 2002年7月1日：車站啟用[2][3]。

## 其他
此站在啟用前的暫名為「吉川站」。在1974年（昭和49年）3月31日前，土佐電氣鐵道安藝線也曾經設有吉川站，並位於現時車站西邊200米處。此站使用了平假名的「吉川」作為車站名稱，這是由於埼玉縣JR東日本武藏野線已有同名車站（吉川站）。

## 相鄰車站
土佐黑潮鐵道
■後免·伊半利線
■快速A、■快速B
通過
■普通
野市（GN37）－赤岡（GN36）－赤岡（GN35）

## 外部連結
- 土佐黑潮鐵道吉川站
- GotoGotoWeb吉川站介紹 （页面存档备份，存于）（日語） - 後免·伊半利線活性化協議會